# Maersk Air
Maersk Air — ныне несуществующая датская бюджетная авиакомпания, базировавшаяся в городе Драгёр; Maersk была частью A.P. Moller-Maersk Group. Она существовала с 1969 по 2005 год, пока не была выкуплена исландской инвестиционной группой Fons Eignarhaldsfélag и сразу же слита с другим датским перевозчиком, Sterling European Airlines. Новая укрупнённая компания получила название Sterling Airlines, и месяц спустя была продана группе FL Group, владеющей авиакомпанией Icelandair и 16,8 % акций EasyJet.

## История

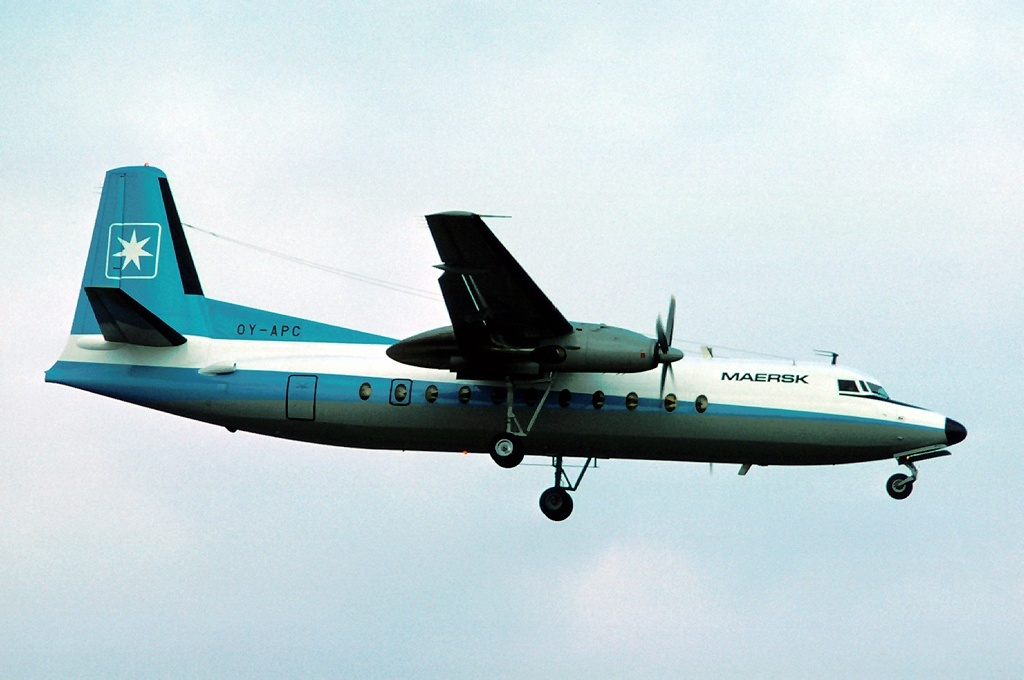
Fokker F-27 в 1976 году

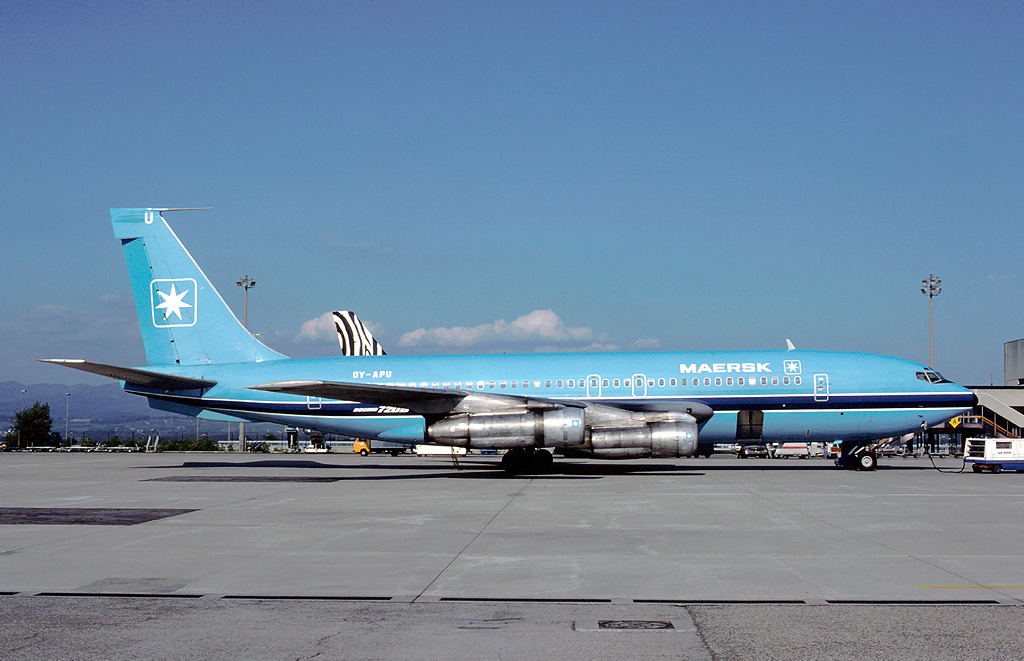
Boeing 720 в 1980 году

Группа A.P. Moller-Maersk Group начала искать возможности для инвестиций в авиационный бизнес в середине 1960-х годов. Для компании, занимающейся грузотранспортными перевозками с начала двадцатого века, создание собственной авиакомпании выглядело естественным и логическим шагом в развитии. Группа Maersk купила в 1969 году Falck Air, выполнявшую регулярные перевозки между Копенгагеном и Оденсе. Для Maersk Air были куплены три новых самолёта Fokker F-27.
В 1971 году начались полёты в аэропорт Вагар (Фарерские острова); в том же году Maersk вместе с Scandinavian Airlines System и Cimber Air образовали DANAIR как зонтичную организацию в целях координации внутренних перевозок по Дании.
Boeing 707 был куплен в 1973 году для обслуживания чартерных перевозок на Средиземноморье; в том же году были куплены вертолёты для обслуживания нефтяных месторождений на Северном море.
Самолёты Boeing 737 были приняты во флот в 1976 году, компания стала тестовым эксплуатантом для самолётов этого типа на короткой взлётно-посадочной полосе аэропорта Вагар (Фарерские острова). Maersk также была тестовой компанией для самолётов Boeing 737-300 в 1985 году и Boeing 737-700 в 1995-м.
Первые международные маршруты были запущены в начале 1980-х годов — сначала в норвежский Ставангер, затем — в Саутенд-он-Си в Великобритании.
Maersk купила в начале 1990-х годов 49 % акций Estonian Air; в 2003 году сделка была расторгнута.
30 июня 2005 года A.P. Moller-Maersk Group согласилась продать Maersk Air исландскому инвестиционному фонду Fons Eignarhaldsfélag, в сентябре того же года она и Sterling European Airlines слились в единую компанию Sterling Airlines.

## Флот

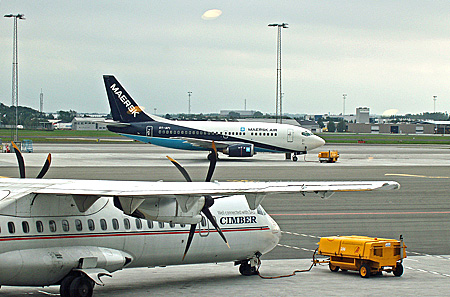
Boeing 737 в самой последней раскраске

Флот Maersk Air fleet перед слиянием в Sterling Airlines состоял из следующих судов:
- 5 Boeing 737-500
- 13 Boeing 737-700